# Mikael Ingebrigtsen
Mikael Norø Ingebrigtsen (ur. 21 lipca 1996 w Tromsø) – norweski piłkarz występujący na pozycji skrzydłowego w norweskim klubie Tromsø IL.

## Kariera klubowa

### Tromsø IL
W 2014 roku został przesunięty do pierwszej drużyny Tromsø IL. Zadebiutował 24 kwietnia 2014 w meczu Pucharu Norwegii przeciwko FK Mjølner (0:0 k. 7:8). W OBOS-ligaen zadebiutował 1 maja 2014 w meczu przeciwko Tromsdalen UIL (0:0). 10 lipca 2014 zadebiutował w kwalifikacjach do Ligi Europy UEFA w meczu przeciwko FC Santos Tartu (6:1). W sezonie 2014 jego drużyna zajęła drugie miejsce w tabeli i awansowała do najwyższej ligi. W Eliteserien zadebiutował 19 kwietnia 2015 w meczu przeciwko Lillestrøm SK (1:1). Pierwszą bramkę zdobył 22 kwietnia 2015 w meczu Pucharu Norwegii przeciwko Mo IL (1:2). Pierwszą bramkę w Eliteserien zdobył 26 kwietnia 2015 w meczu przeciwko Aalesunds FK (0:2).

### IFK Göteborg
4 lutego 2018 przeszedł do zespołu IFK Göteborg. Zadebiutował 24 lutego 2018 w meczu Pucharu Szwecji przeciwko Östers IF (1:1). W Allsvenskan zadebiutował 19 kwietnia 2018 w meczu przeciwko Dalkurd FF (1:0).

### Tromsø IL
8 sierpnia 2018 podpisał kontrakt z klubem Tromsø IL. Zadebiutował 10 sierpnia 2018 w meczu Eliteserien przeciwko Sandefjord Fotball (1:0). Pierwszą bramkę zdobył 1 września 2018 w meczu ligowym przeciwko Strømsgodset IF (2:4). W sezonie 2019 jego zespół zajął przedostatnie miejsce w tabeli i spadł do OBOS-ligaen. Po jednym sezonie spędzonym na drugim poziomie rozgrywkowym, jego drużyna zdobyła mistrzostwo ligi i awansowała do Eliteserien.

## Kariera reprezentacyjna

### Norwegia U-21
W 2017 roku otrzymał powołanie do reprezentacji Norwegii U-21. Zadebiutował 24 marca 2017 w meczu towarzyskim przeciwko reprezentacji Portugalii U-21 (3:1).

## Statystyki

### Klubowe
(aktualne na dzień 12 sierpnia 2021)
| Klub               | Sezon              | Liga               | Liga  | Liga   | Puchar kraju | Puchar kraju | Europa | Europa | Suma  | Suma   |
| Klub               | Sezon              | Liga               | Mecze | Bramki | Mecze        | Bramki       | Mecze  | Bramki | Mecze | Bramki |
| ------------------ | ------------------ | ------------------ | ----- | ------ | ------------ | ------------ | ------ | ------ | ----- | ------ |
| Tromsø IL          | 2014               | OBOS-ligaen        | 6     | 0      | 3            | 0            | 1      | 0      | 10    | 0      |
| Tromsø IL          | 2015               | Eliteserien        | 20    | 3      | 1            | 1            | –      | –      | 21    | 4      |
| Tromsø IL          | 2016               | Eliteserien        | 24    | 3      | 5            | 2            | –      | –      | 29    | 5      |
| Tromsø IL          | 2017               | Eliteserien        | 27    | 8      | 4            | 3            | –      | –      | 31    | 11     |
| Tromsø IL          | Ogólnie            | Ogólnie            | 77    | 14     | 13           | 6            | 1      | 0      | 91    | 20     |
| IFK Göteborg       | 2018               | Allsvenskan        | 4     | 0      | 3            | 0            | –      | –      | 7     | 0      |
| IFK Göteborg       | Ogólnie            | Ogólnie            | 4     | 0      | 3            | 0            | 0      | 0      | 7     | 0      |
| Tromsø IL          | 2018               | Eliteserien        | 12    | 2      | 0            | 0            | –      | –      | 12    | 2      |
| Tromsø IL          | 2019               | Eliteserien        | 11    | 1      | 2            | 1            | –      | –      | 13    | 2      |
| Tromsø IL          | 2020               | OBOS-ligaen        | 23    | 7      | 0            | 0            | –      | –      | 23    | 7      |
| Tromsø IL          | 2021               | Eliteserien        | 3     | 0      | 1            | 0            | –      | –      | 4     | 0      |
| Tromsø IL          | Ogólnie            | Ogólnie            | 49    | 10     | 3            | 1            | 0      | 0      | 52    | 11     |
| Ogólnie w karierze | Ogólnie w karierze | Ogólnie w karierze | 130   | 24     | 19           | 7            | 1      | 0      | 150   | 31     |

### Reprezentacyjne
| Reprezentacja | Rok     | Mecze | Bramki |
| ------------- | ------- | ----- | ------ |
| Norwegia U-21 |         |       |        |
| 2017          | 3       | 0     |        |
| 2018          | 1       | 0     |        |
| Ogólnie       | Ogólnie | 4     | 0      |

| Mecze i gole w reprezentacji | Mecze i gole w reprezentacji | Mecze i gole w reprezentacji | Mecze i gole w reprezentacji | Mecze i gole w reprezentacji | Mecze i gole w reprezentacji | Mecze i gole w reprezentacji | Mecze i gole w reprezentacji |
| Lp.                          | Data                         | Miejsce                      | Gospodarz                    | Gość                         | Wynik                        | Gol                          | Rozgrywki                    |
| ---------------------------- | ---------------------------- | ---------------------------- | ---------------------------- | ---------------------------- | ---------------------------- | ---------------------------- | ---------------------------- |
| 1.                           | 24.03.2017                   | Estoril                      | Portugalia U-21              | Norwegia U-21                | 3:1                          |                              | Mecz towarzyski              |
| 2.                           | 28.03.2017                   | Marbella                     | Rosja U-21                   | Norwegia U-21                | 2:0                          |                              | Mecz towarzyski              |
| 3.                           | 14.11.2017                   | Drammen                      | Norwegia U-21                | Irlandia U-21                | 2:1                          |                              | el. ME U-21 2019             |
| 4.                           | 22.03.2018                   | Perugia                      | Włochy U-21                  | Norwegia U-21                | 1:1                          |                              | Mecz towarzyski              |

## Sukcesy

### Tromsø IL
- Mistrzostwo OBOS-ligaen (1×): 2020
- Wicemistrzostwo OBOS-ligaen (1×): 2014